# Kommunikationer i Monaco

## Flyg och flygplatstransfer
Furstendömet Monaco har ingen flygplats, så om man vill flyga hela vägen till Monaco får man ta helikopter sista biten. Det är täta tidtabellslagda flygningar. Heliporten är placerad ute vid havet i stadsdelen Fontvieille. Närmaste flygplats är i Nice i Frankrike, 3 mil bort. Om man inte vill flyga helikopter kan man ta en taxi, vilket är nästan lika dyrt. Det går också med jämna mellanrum bussar till och från Monaco. Järnvägsstationen St-Augustin (dit man kan gå eller ta taxi) ligger 1-2 km från flygplatsen och har direkta tåg till Monaco.

## Inrikesbussar
I själva Monaco finns det sex busslinjer som går med ca 10 minuters mellanrum. På helgdagar är det längre mellan bussarna och efter klockan 21.00 går de inte alls. 

## Tåg

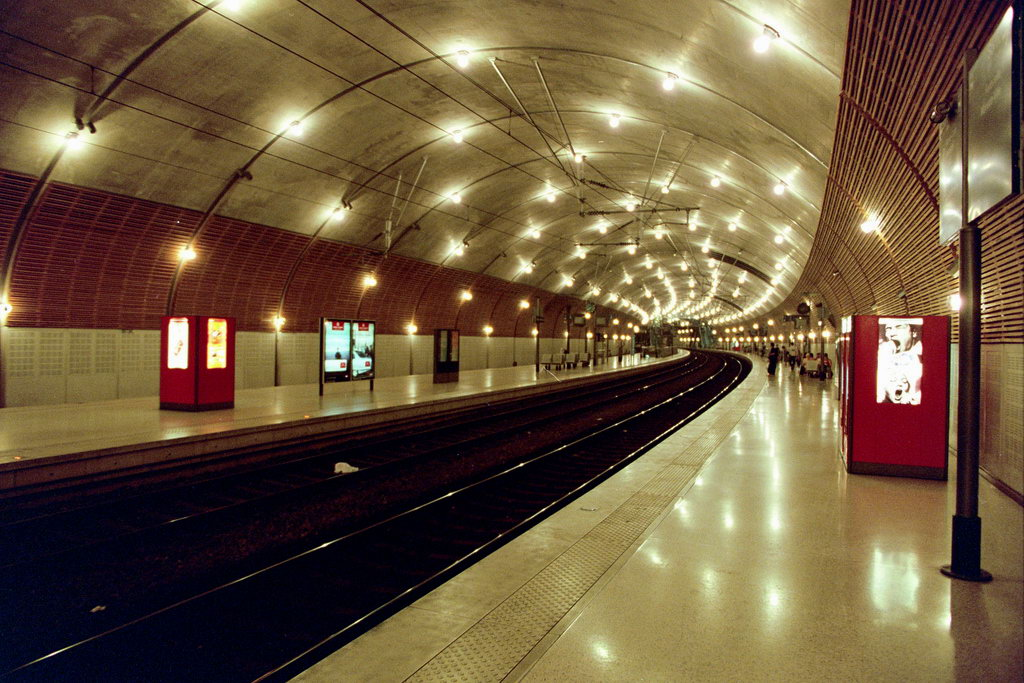
Järnvägsstationen

Det finns 1,7 km järnväg i landet. I La Condamine finns Monacos enda järnvägsstation insprängd i berget. Tågen tar en framförallt till de franska städerna längs med kusten. Monaco har inget tågbolag utan det franska statliga bolaget SNCF kör tågen.